# Peoria Rivermen (ECHL)
Die Peoria Rivermen waren ein US-amerikanisches Eishockeyfranchise der East Coast Hockey League aus Peoria, Illinois. Ihre Heimspielstätte war die Carver Arena.

## Geschichte
Von 1984 bis 1996 spielte bereits ein gleichnamiges Franchise in der International Hockey League. Nachdem dieses im Anschluss an die Saison 1995/96 nach San Antonio, Texas, umgesiedelt und in San Antonio Dragons umbenannt worden war, entschloss man sich die Tradition der Peoria Rivermen eine Spielklasse niedriger in der East Coast Hockey League fortzusetzen. In der ECHL war Peorias größter Erfolg der Gewinn des Kelly Cup, des Meistertitel der Liga, in der Saison 1999/2000. 
Nachdem 2005 die Worcester IceCats aus der höherklassigen American Hockey League nach Peoria umgesiedelt wurde, stellte die ECHL-Mannschaft den Spielbetrieb ein und die Tradition der Peoria Rivermen wurde ab der Saison 2005/06 in der AHL fortgesetzt.

## Team-Rekorde

### Karriererekorde
Spiele: 341  Dan Hodge
Tore: 119  Tyler Rennette
Assists: 163  Joe Rybar
Punkte: 243  Joe Rybar
Strafminuten: 986  Trevor Baker